# George Szell
George Szell, originariamente György Széll o Georg Szell (Budapest, 7 giugno 1897 – Cleveland, 30 luglio 1970), è stato un direttore d'orchestra e compositore ungherese naturalizzato statunitense.

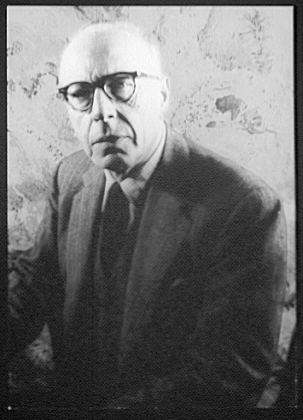
Foto di George Szell.

Egli è ricordato oggi per la sua lunga permanenza alla guida della Cleveland Orchestra, e per i dischi incisi con la stessa e con altre orchestre.
Szell arrivò a Cleveland nel 1946 per dirigere una buona orchestra, ma non adeguatamente dimensionata nel numero degli elementi, a seguito delle defezioni causate dalla seconda guerra mondiale. Alla sua morte venne accreditato dalla critica, secondo quanto scrisse Donal Henahan, di aver costruito "quello che molti critici auspicano sentire da un'orchestra sinfonica". Attraverso le sue incisioni, Szell rimarrà presente per lungo tempo nel mondo della musica classica dopo la sua morte, ed in alcuni circoli il suo nome rimarrà inscindibilmente legato a quello della Cleveland Orchestra. Mentre era in tournée con l'Orchestra negli anni ottanta, il direttore Christoph von Dohnányi disse: "Noi diamo un gran concerto, George Szell riceve una grande recensione".

## Biografia

### I primi anni
Szell nacque a Budapest da una famiglia ebraica convertita al cattolicesimo, ma trascorse la sua infanzia a Vienna. Iniziò lo studio del pianoforte con Richard Robert. Un altro degli allievi di Robert fu Rudolf Serkin; Szell e Serkin divennero amici e collaboratori per la vita. Oltre allo studio del pianoforte, Szell seguì corsi di composizione con Eusebius Mandyczewski (un amico personale di Brahms), e con il compositore Max Reger per un breve periodo. Appena quattordicenne firmò un contratto di dieci anni con la Universal Edition di Vienna. La produzione musicale di Szell risulta comunque sconosciuta ai giorni nostri. Oltre a scrivere musica originale egli realizzò un arrangiamento per orchestra, denominato From My Life, dal Quartetto n. 1 di Bedřich Smetana.
All'età di undici anni, Szell iniziò a girare per l'Europa come pianista e compositore, debuttando a Londra giovanissimo. I giornali britannici lo dichiararono il "nuovo Mozart". Nonostante la sua giovane età, egli si esibì con grandi orchestre nel duplice ruolo di compositore e pianista, debuttando con i Berliner Philharmoniker all'età di diciassette anni.
Szell decise subito che non avrebbe voluto continuare la carriera come compositore e pianista, e decise quindi di dedicarsi alla direzione d'orchestra. Fece il suo debutto, non programmato, come direttore d'orchestra all'età di sedici anni. Un'estate, mentre era in vacanza con la famiglia, l'orchestra della località di villeggiatura in cui soggiornava, venne a trovarsi improvvisamente senza direttore (a seguito di un infortunio alle braccia del titolare). A Szell venne proposto di sostituirlo ed egli dopo quell'esperienza decise che quella sarebbe stata la sua professione futura. Smise immediatamente di comporre musica e suonò soltanto saltuariamente il pianoforte con qualche formazione di musica da camera. Nonostante le rare esibizioni come pianista, dopo l'adolescenza, egli rimase un ottimo esecutore. Durante la sua permanenza alla guida dell'Orchestra di Cleveland, spesso mostrò ai pianisti come avrebbe voluto che eseguissero qualche particolare passaggio di una composizione.
Nel 1915, all'età di diciotto anni, Szell ottenne un incarico dalla Berlin Royal Court Opera (ora Staatsoper). Lì divenne amico del compositore Richard Strauss. Strauss riconobbe immediatamente il talento di Szell e rimase molto impressionato di come dirigeva la sua musica. Un giorno Strauss disse che sarebbe potuto morire felice, sapendo che vi era qualcuno che dirigeva così bene la sua musica. Infatti, Szell finì col dirigere parte della prima registrazione mondiale dell'opera Don Juan dello stesso Strauss. Essendo rimasto addormentato, Strauss si presentò in ritardo alla sessione di registrazione. Il compositore aveva Szell come assistente, e siccome la sessione di incisione era stata pagata in anticipo, Szell decise di dirigere la prima metà dell'opera (poiché un lato di un disco a 78 giri non conteneva più di cinque minuti di musica, il pezzo venne suddiviso in quattro parti). Strauss arrivò quando Szell stava finendo di dirigere la seconda parte; egli esclamò che quello che aveva ascoltato era così buono che poteva essere presentato sotto il suo nome. Strauss proseguì dirigendo le ultime due parti, lasciando la metà diretta da Szell, come parte integrante della prima incisione del Don Juan.
Szell disse di Strauss che era stato l'esempio che aveva più influenzato il suo stile direttoriale. Gran parte della sua gestualità, il suono cristallino della Cleveland Orchestra e la sua volontà di costruire l'orchestra, gli vennero dall'insegnamento di Strauss. I due rimasero dopo che Szell lasciò l'Opera nel 1919. Anche dopo la seconda guerra mondiale, quando Szell si stabilì negli Stati Uniti, Strauss si tenne informato sull'attività del suo discepolo-amico.
Nel corso degli anni venti e trenta, girò l'Europa dirigendo nei teatri d'opera a Berlino, Strasburgo dove succedette a Otto Klemperer al Municipal Theatre, Praga, Darmstadt, Düsseldorf e Glasgow prima di divenire direttore principale, nel 1924, della Berliner Staatsoper, che nel frattempo aveva sostituito la Royal Opera. Nel 1930, Szell fece il suo debutto negli Stati Uniti a capo della Saint Louis Symphony Orchestra. In quel periodo era comunque noto più come direttore di opere che come direttore di musica sinfonica.
Dal 1937 al 1939 dirige la Royal Scottish National Orchestra.

### Il trasferimento negli Stati Uniti
All'inizio della guerra in Europa, nel 1939, Szell, di ritorno da una tournée in Australia, decise di stabilirsi negli Stati Uniti a New York City. Dopo un anno trascorso ad insegnare, Szell iniziò a ricevere frequenti inviti a dirigere da parte di diverse orchestre. Fra questi, di particolare importanza, furono una serie di quattro concerti alla guida della NBC Symphony Orchestra nel 1941. Nel dicembre 1942 fece il suo debutto alla Metropolitan Opera dirigendo Salomè con Frederick Jagel ed Alessio De Paolis, poi Tanhauser con Lauritz Melchior, Helen Traubel, Kerstin Thorborg, Alexander Kipnis e Boris Godunov con Ezio Pinza, Nicola Moscona, Leonard Warren e Salvatore Baccaloni; nel 1943 diresse Der Rosenkavalier con Risë Stevens, Eleanor Steber, Kurt Baum e Die Walküre, nel 1944 Das Rheingold con Jarmila Novotná, Sigfrido, Il crepuscolo degli dei con Astrid Varnay, Margaret Harshaw e Don Giovanni, nel 1945 Die Meistersinger von Nürnberg, nel 1946 Otello di Verdi con Stella Roman, dirigendo la compagine orchestrale fino al 1954.
Nel 1943 debuttò anche alla guida della New York Philharmonic e nel 1946 divenne cittadino degli Stati Uniti.

### La Cleveland Orchestra: 1946 - 1970
Nel 1946, gli venne proposto di divenire il direttore dell'Orchestra di Cleveland. A quel tempo, questa era un'orchestra come tante altre; le più famose orchestre statunitensi erano allora l'Orchestra di Filadelfia, la Boston Symphony Orchestra, la Chicago Symphony Orchestra, la New York Philharmonic e la NBC Symphony Orchestra). Per Szell, lavorare a Cleveland divenne un'opportunità per costruire l'orchestra forgiandola secondo la sua personalità, combinando il virtuosismo delle migliori orchestre statunitensi con l'omogeneità di suono delle migliori orchestre europee. Szell mise subito in chiaro che avrebbe voluto carta bianca nell'organizzazione artistica dell'orchestra se lo avessero voluto come prossimo direttore. A seguito dell'accettazione delle sue condizioni preliminari, da parte della presidenza dell'orchestra, accettò l'incarico che mantenne fino alla sua morte.
Il primo decennio fu speso nella scelta di bravi strumentisti, aumentando l'organico dell'orchestra a più di cento professori ed esercitandosi a lungo con il complesso. Le prove di Szell erano leggendarie per la loro intensità. Egli chiese la perfezione assoluta ad ogni strumentista e licenziò in tronco diversi musicisti per aver commesso degli errori o per aver avuto degli scontri con lui. Anche se Szell non era l'unico direttore con questo carattere — Toscanini aveva un carattere dittatoriale — questo non potrebbe accadere ai nostri giorni. Oggi le organizzazioni sindacali dei musicisti sono molto potenti e tutelano i loro interessi. Se Szell sentiva uno strumentista provare prima dell'esecuzione e non gradiva ciò che stava ascoltando, non esitava a riprendere il musicista e dargli dei consigli su come eseguire il passaggio, nonostante si fosse a pochi minuti dall'inizio dell'esecuzione. Lo stile autoritario di Szell si estese a questioni tutt'altro che artistiche, come dare disposizioni sul come lavare i pavimenti della Sala a quale marca di carta igienica usare nelle toilette del teatro.
Szell orgogliosamente disse che: "la Cleveland Orchestra dà sette concerti a settimana ed il pubblico è invitato a due." Alcuni critici trovarono che l'Orchestra suonava in concerto subito dopo aver provato, e mancava di spontaneità. Szell accettò questa critica, dicendo che l'orchestra faceva molto del suo miglior lavoro durante le prove. Ma gli standard elevati di Szell alla fine pagarono. Dalla fine degli anni cinquanta divenne chiaro al mondo che l'Orchestra di Cleveland, celebre per la sua precisione integra e dal suono cristallino, avrebbe a lungo dato filo da torcere alle più rinomate orchestre degli Stati Uniti e dell'Europa.
Oltre ad una serie di concerti annuali alla Carnegie Hall e sulla East Coast, Szell condusse l'orchestra nella sua prima tournée in Europa, Unione Sovietica, Australia e Giappone.

## Stile direttoriale
Lo stile di Szell, durante le prove, è descritto da un aristocratico osservatore. Egli prepara meticolosamente le prove ed è capace di eseguire l'intera opera al pianoforte per ricordarla. Egli era particolarmente attento al fraseggio, alla trasparenza, al bilanciamento dell'architettura sonora e chiedeva il maggior livello di precisione possibile e disciplina ritmica ai suoi orchestrali. Il risultato che ne scaturiva era un livello di precisione che si può trovare soltanto nei migliori quartetti d'archi. Nonostante Szell fosse molto esigente, molti componenti della Cleveland Orchestra erano orgogliosi dell'integrità del suono alla quale Szell aspirava. Alcuni filmati delle prove ci dicono che Szell spiegava all'orchestra ciò che desiderava e perché, esprimendo soddisfazione quando i suoi suggerimenti venivano messi in opera, ed evitando di riprovare le parti che erano risultate soddisfacenti. La sua mano sinistra, che egli usava per dar forma ad ogni suono, venne spesso detta la più graziosa nel campo musicale.
In conseguenza della precisione di Szell nelle prove particolarmente accurate, molti criticarono la sua musica come manchevole d’emozione. In risposta a tale critica, Szell chiosò così: “La linea di demarcazione è molto sottile tra chiarezza e freschezza, autodisciplina e severità. Esistono sfumature diverse di calore; dal calore casto di Mozart al calore sensuale di Pëtr Il'ič Čajkovskij, dalla passione nobile di Fidelio alla passione lasciva di Salomé. Non posso versare la salsa di cioccolato sugli asparagi.”
Pur essendo stato descritto come un esecutore molto legato alla lettura precisa delle opere che eseguiva, Szell non esitò ad eseguire musica in modo anticonvenzionale quando pensava che questo lo richiedesse;  e fece diverse modifiche all'orchestrazione in alcuni pezzi di Beethoven, Schubert ed altri musicisti.

## Repertorio
Il repertorio principale di Szell era imperniato principalmente sulle opere austro-tedesche del genere classico e romantico, da Haydn, Mozart e Beethoven, attraverso Mendelssohn, Schumann e Brahms fino a Bruckner, Mahler e Strauss. Egli disse una volta che man mano che passavano gli anni restringeva consapevolmente il suo repertorio, dicendo che era "davvero il mio compito eseguire quei lavori che penso di essere qualificato a fare meglio, e perché sta scomparendo una certa tradizione con la scomparsa dei grandi direttori che sono stati i miei contemporanei, i miei idoli ed i miei impagabili insegnanti."
Egli diresse anche musica contemporanea; realizzando numerose prime esecuzioni con la Cleveland Orchestra, e fu particolarmente in sintonia con compositori come Dutilleux, Walton, Prokofiev, Hindemith e Bartók. Szell promosse anche la collaborazione della Cleveland Orchestra' con compositori e direttori di avanguardia musicale come Pierre Boulez. Allo stesso tempo, Szell fece assurgere a campioni di ascolto compositori come Haydn e Mozart in un periodo in cui le loro opere erano poco eseguite nei programmi dei concerti.

## Altre orchestre
Dopo la seconda guerra mondiale Szell fu particolarmente legato all'Orchestra reale del Concertgebouw di Amsterdam, dove fu frequentemente direttore ospite realizzando un certo numero di incisioni. Fu regolarmente sul podio della London Symphony Orchestra, dei Wiener Philharmoniker, e del Festival di Salisburgo. Dal 1942 al 1955, fu tutti gli anni sul podio della New York Philharmonic dove fu consigliere musicale dal 1969 al 1970 e direttore anziano negli ultimi anni della sua vita.

## Vita familiare
Szell si sposò due volte. La prima nel 1920 con Olga Band, divorziando poi nel 1926. Il suo secondo matrimonio avvenne nel 1938 con Helene Schultz Teltsch, originaria di Praga; fu molto felice e durò fino alla sua morte.  Quando non lavorava, egli era un abile cuoco ed un patito delle automobili. Rifiutò regolarmente i servigi dell'autista che gli aveva messo a disposizione l'orchestra e amava guidare la sua Cadillac, per recarsi alle prove, quasi fino al termine della sua vita. Morì a Cleveland nel 1970.

## Discografia
La maggior parte delle incisioni di Szell vennero realizzate con l'Orchestra di Cleveland per la Epic Records/Columbia Masterworks Records/CBS Masterworks Records (ora Sony Classical). Egli realizzò anche incisioni con la New York Philharmonic, i Wiener Philharmoniker e la Royal Concertgebouw Orchestra. Poche delle sue incisioni mono sono state riedite. Esistono molte incisioni dal vivo di opere che Szell non ha mai registrato in studio, anch'esse realizzate con la Cleveland Orchestra ed altre orchestre.
Qui di seguito è indicato un elenco delle incisioni più famose di Szell (tutte con la Cleveland Orchestra, e realizzate da Sony, là dove non diversamente indicato).
Ludwig van Beethoven:
- Complete Symphonies/(Le 9 Sinfonie), Overtures, Incidental Music (The Original Jacket Collection) - Donald Bell/George Szell/Louis Lane/Cleveland Orchestra Chorus/Adele Addison/Jane Hobson/Cleveland Orchestra/Richard Lewis, (1957-64) SONY BMG
- I concerti per pianoforte; Leon Fleisher (p) (1959-61)
- I concerti per pianoforte; Ėmil' Gilel's (p) (1968, EMI)
- Missa Solemnis (1967, TCO)

Johannes Brahms:
- Le 4 sinfonie (1964-67)
- Symphony No. 4, Academic Festival Overture, Tragic Overture - Cleveland Orchestra/George Szell, 1967 SONY BMG
- I concerti per pianoforte; Leon Fleisher (p), Cleveland Orchestra (1958 & 1962) Sony BMG
- I concerti per pianoforte; Rudolf Serkin (p) (1968 & 1966)
- Concerto per violino; David Oistrakh (vn) (1969, EMI)
- Double Concerto & Violin Concerto/Concerto per violino e violoncello; David Oistrakh (vn), Mstislav Rostropovich (vc), Cleveland Orchestra (1969, EMI) - Grammy Award for Best Classical Performance – Instrumental Soloist or Soloists (with or without orchestra) 1971

Anton Bruckner:
- Sinfonia n. 3 (1966)
- Sinfonia n. 8 (1969)

Antonín Dvořák:
- Sinfonie n. 7-9 (1958-60)
- Danze slave (1962-65)
- Cello Concerto In B-Minor, Op. 104/Concerto per violoncello; Pablo Casals(vc) / Orchestra Filarmonica Ceca
(1937, HMV) - Grammy Hall of Fame Award 1998
- Concerto per violoncello; Pierre Fournier(vc) / Berliner Philharmoniker
(1962, DG)

Joseph Haydn:
- Sinfonie n. 92-99 (1957-69)

Zoltán Kodály:
- Háry János Suite (1969)

Gustav Mahler:
- Sinfonia n. 4; Judith Raskin (sop) (1965)
- Sinfonia n. 6 (1967)
- Sinfonia n. 10 (Adagio solo) (1958)
- Des Knaben Wunderhorn; Elisabeth Schwarzkopf (sop), Dietrich Fischer-Dieskau(bar) / London Symphony Orchestra (1968, EMI)

Felix Mendelssohn:
- Symphony No. 4 (1962)
- Sogno di una notte di mezza estate, Overture and Incidental Music (1967)

Wolfgang Amadeus Mozart:
- Sinfonie n. 35, 39-41 (1960-63)
- Eine kleine Nachtmusik (Serenata K. 525) (1968)
- Concerti per pianoforte; Robert Casadesus (p) (1955-68)
- Quartetto per pianoforte n. 1-2; Budapest String Quartet, Szell (p) (1946)
- Sonate per violino, K. 301 & 296; Raphael Druian (vn), Szell (p) (1967)

Modest Petrovič Musorgskij:
- Quadri di un'esposizione (1963)

Sergej Prokof'ev:
- Sinfonia n. 5 (1959)
- Concerti per pianoforte n. 1 & 3; Gary Graffman (p) (1966)

Franz Schubert:
- Sinfonia n. 8 "Incompiuta" (1957)
- Sinfonia n. 9 "La Grande" (1957)

Robert Schumann:
- La 4 sinfonie (1958-60)

Jean Sibelius:
- Sinfonia n.2; Royal Concertgebouw Orchestra
(1964, Philips)
- Sinfonia n. 2 (1970) – Ultima registrazione di Szell

Bedřich Smetana:
- La Moldava (19??) / New York Philharmonic
- Quattro danze da La sposa venduta (19??)

Richard Strauss:
- Don Juan (1957)
- Don Quixote; Pierre Fournier (vc), Abraham Skernick (va) (1960)
- I tiri burloni di Till Eulenspiegel (1957)
- Morte e trasfigurazione (1957)
- Til Eulenspiegel's Merry Pranks, Don Juan, Death and Transfiguration - Cleveland Orchestra/George Szell, 1957 SONY BMG
- Vier letzte Lieder; Elisabeth Schwarzkopf (S) / Radio-Symphonie-Orchester Berlin (1965, EMI)
- Four Last Songs, - Elisabeth Schwarzkopf/George Szell/London Symphony Orchestra, 1966/1969 EMI

Igor' Fëdorovič Stravinskij:
- L'uccello di fuoco Suite (1919 version) (1961)

Pëtr Il'ič Čajkovskij:
- Sinfonia n. 4; London Symphony Orchestra (1962, Decca)
- Sinfonia n. 5 (1959)

Richard Wagner:
- Overture, Preludi & Extracts da L'anello del Nibelungo (1962-68)

William Walton:
- Sinfonia n. 2 "Liverpool" (1961)
- Partita per Orchestra (1959)
- Variazioni su un tema di Hindemith (1964)
- Prokofiev: Symphony No. 5 - Bartók: Concerto for Orchestra - Cleveland Orchestra/George Szell, 1960/1966 SONY BMG